# Futabayama Sadaji
Futabayama Sadaji (双葉山 定次 en japonés, nacido el 9 de febrero de 1912 como Akiyoshi Sadaji (穐吉 定次 en japonés) y fallecido el 16 de diciembre de 1968) fue un luchador de sumo, fue el 35.to yokozuna desde 1937 hasta 1945. Ganó 12 títulos de la división makuuchi y obtuvo 69 victorias consecutivas, un récord histórico. A pesar de su dominio era muy popular entre el público. Después de su retirada fue entrenador de la Tokitsukaze beya y presidente de la Asociación de Sumo del Japón.

## Carrera
Nació en Usa, trabajó en barcos pesqueros desde niño. Se unió al sumo profesional en marzo de 1927 a la edad de 15 años, reclutado por la Tatsunami beya. Debutó en la división makuuchi a inicios de 1932. Fue ascendido desde la mitad de la divión jūryō a maegashira 4 oeste, debido a que muchos luchadores de la máxima división estaban de huelga (llamada el "Incidente de Shunjūen"), y la Asociación de Sumo del Japón necesitaba llenar los vacíos en las filas. Sin embargo, pronto demostró ser digno de dicha promoción al quedar subcampeón de la máxima división.
Futabayama es especialmente recordado por lograr el mayor número de victorias consecutivas en el sumo, con 69, un récord que todavía sigue vigente. Esto representa una racha de imbatibilidad por más de 3 años. En un deporte donde los combates apenas duran unos pocos segundos, y un breve lapso de concentración puede conducir a una derrota, esto es un logro excepcional. Comenzó el 7 de enero de 1936 en el grado de sekiwake. Durante ese plazo fue ascendido a ōzeki y luego a yokozuna. Generó tal entusiasmo en el público, que la Asociación de Sumo del Japón amplió el número de días de 11 a 13, y luego a 15. Finalmente fue derrotado el 3 de enero de 1939 por el maegashira Akinoumi (luego, él también un yokozuna). Perdió más debido a la enfermedad que un oponente superior, ya que sufría de disentería amebiana en el momento.
Futabayama ganó un total de 12 títulos, en un periodo en el que solo había 2 torneos por año. Su récord total permaneció hasta que el número de torneos fue ampliado a 6 bashos por año en la década de 1950. Sin embargo, el porcentaje de torneos ganados en makuuchi, aún es comparado favorablemente con los luchadores que han superado su récord en la era de 6 torneos por año.
Futabayama se destacó por ser excepcionalmente bueno en la fase inicial de un combate de sumo, el tachi-ai. Se cree que nunca ha hecho una salida en falso. A pesar de que no era particularmente alto, tenía un excelente equilibrio. Una de sus técnicas más temidas era el uwatenage, o lanzamiento desde el brazo hacia afuera (una técnica favorita de otro gran yokozuna: Chiyonofuji).
Después de su retiro, Futabayama reveló que en realidad era ciego de un ojo, debido a una lesión que sufrió en su juventud, por lo que sus logros son aún más notables.
Fue uno de los primeros luchadores superiores de romper con la tradición de casarse con la hija de su caballerizo, en lugar de elegir una joven heredera de una rica familia de Kinki. Su recepción se reveló en abril de 1939 en el Tokio Kaikan. (la hija de su entrenador se casó con Haguroyama en su lugar).

## Retirada del sumo

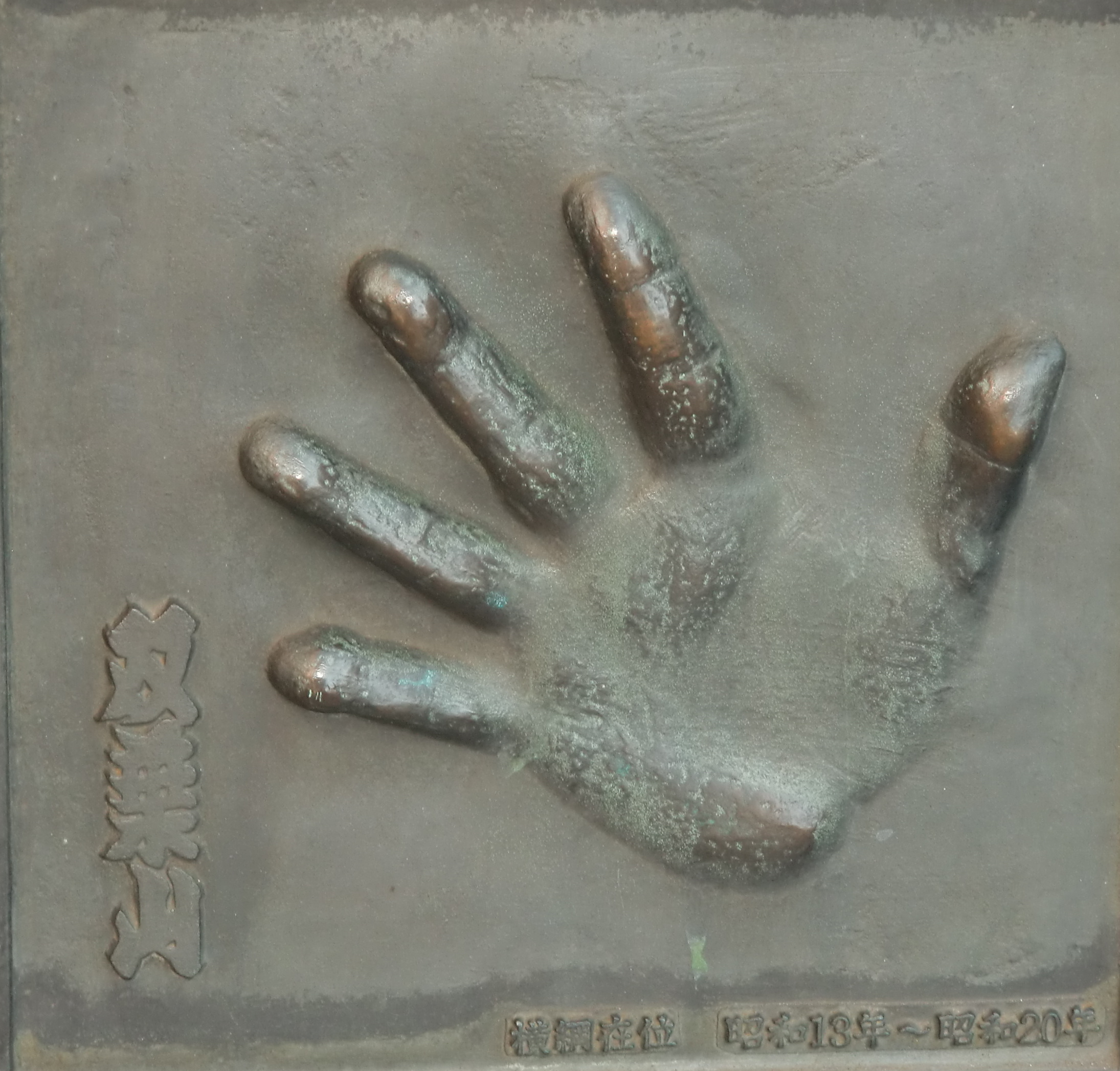

El torneo de junio de 1945 se llevó a cabo en un Kokugikan dañado por una bomba con apenas espectadores, y Futabayama abandonó después del primer día. No participó en el torneo de noviembre de 1945 y anunció su retiro durante el mismo, alegando que se había opuesto al recientemente ampliado dohyō que la Asociación de Sumo del Japón había introducido a petición de las autoridades de ocupación estadounidenses. Sin embargo, en realidad había tomado la decisión de retirarse el año anterior, después de haber sufrido una derrota ante Azumafuji, otro futuro yokozuna.
Futabayama se había convertido en cabeza de su propio establo, la Futabayama beya, en 1941 mientras que aún era un luchador en activo (ahora una práctica prohibida), y tras su retiro adoptó el nombre de Tokitsukaze Sadaji (時津風 定次 en japonés), y renombró su heya a Tokitsukaze beya. Creció hasta convertirse en uno de los establos más grandes de sumo de la década de 1950, y Futabayama produjo varios luchadores fuertes incluyendo al yokozuna Kagamisato y a los ōzeki Kitabayama y Yutakayama. Se quedó a cargo de la cuadra hasta su muerte por hepatitis en 1968. A partir de 1957 también fue presidente (rijichō) de la Asociación de Sumo del Japón. En su tiempo como presidente introdujo una serie de reformas importantes, como dar los sueldos mensuales de los luchadores clasificados en las dos divisiones principales, y la aplicación de una edad de jubilación obligatoria de 65 años para los ancianos y los árbitros

## Historial
1927
| Año (Honbasho) | Haru Basho (enero) (ciudad de Tokio) | Sangatsu Basho (marzo) (ciudad de Tokio) | Natsu Basho (mayo) (ciudad de Tokio) | Jūgatsu Basho (octubre) (ciudad de Tokio) | Victorias / Derrotas / Ausencias / Empates |
| 1927           | —                                    | Maezumo Hatsu Dohyō 0 - 0                | Shinjo 3 - 3                         | Jonokuchi 27 Este 4 - 2                   | 7 - 5                                      |

1928
| Año (Honbasho) | Haru Basho (enero) (ciudad de Tokio) | Sangatsu Basho (marzo) (ciudad de Nagoya) | Natsu Basho (mayo) (ciudad de Tokio) | Jūgatsu Basho (octubre) (ciudad de Hiroshima) | Victorias / Derrotas / Ausencias / Empates |
| 1928           | Jonokuchi 9 Este 5 - 1               | Jonidan 34 Oeste 3 - 3                    | Jonidan 16 Este 3 - 3                | Jonidan 16 Este 4 - 2                         | 15 - 9                                     |

1929
| Año (Honbasho) | Haru Basho (enero) (ciudad de Tokio) | Sangatsu Basho (marzo) (ciudad de Osaka) | Natsu Basho (mayo) (ciudad de Tokio) | Hūgatsu Basho (septiembre) (ciudad de Nagoya) | Victorias / Derrotas / Ausencias / Empates |
| 1929           | Sandanme 33 Este 3 - 3               | Sandanme 33 Este 5 - 1                   | Sandanme 7 Oeste 4 - 2               | Sandanme 7 Oeste 3 - 3                        | 15 - 9                                     |

1930
| Año (Honbasho) | Haru Basho (enero) (ciudad de Tokio) | Sangatsu Basho (marzo) (ciudad de Osaka) | Natsu Basho (mayo) (ciudad de Tokio) | Jūgatsu Basho (octubre) (ciudad de Fukuoka) | Victorias / Derrotas / Ausencias / Empates |
| 1930           | Makushita 24 Oeste 4 - 2             | Makushita 24 Oeste 3 - 3                 | Makushita 4 Este 4 - 2               | Makushita 4 Este 3 - 3                      | 14 - 10                                    |

1931
| Año (Honbasho) | Haru Basho (enero) (ciudad de Tokio) | Sangatsu Basho (marzo) (ciudad de Kioto) | Natsu Basho (mayo) (ciudad de Tokio) | Jūgatsu Basho (octubre) (ciudad de Osaka) | Victorias / Derrotas / Ausencias / Empates |
| 1931           | Makushita 3 Oeste 6 - 1              | Makushita 3 Oeste 5 - 2                  | Jūryō 5 Oeste 3 - 8                  | Jūryō 5 Oeste 7 - 4                       | 21 - 15                                    |

1932
| Año (Honbasho) | Haru Basho (enero) (ciudad de Tokio) | Nigatsu Basho (febrero) (ciudad de Tokio) | Sangatsu Basho (marzo) (ciudad de Nagoya) | Natsu Basho (mayo) (ciudad de Nagoya) | Jūgatsu Basho (octubre) (ciudad de Kioto) | Victorias / Derrotas / Ausencias / Empates |
| 1932           | Jūryō 6 Este 0 - 0                   | Maegashira 4 Oeste 5 - 3                  | Maegashira 4 Oeste 8 - 2                  | Maegashira 2 Este 6 - 5               | Maegashira 2 Este 0 - 0 - 11              | 19 - 10 - 11                               |

1933-1943
| Año (Honbasho) | Haru Basho (enero) (ciudad de Tokio) | Natsu Basho (mayo) (ciudad de Tokio) | Victorias / Derrotas / Ausencias / Empates |
| 1933           | Maegashira 5 Este 9 - 2              | Maegashira 2 Este 4 - 7              | 11 - 9                                     |
| 1934           | Maegashira 4 Oeste 6 - 5             | Maegashira 1 Oeste 6 - 5             | 12 - 10                                    |
| 1935           | Komusubi 1 Este 4 - 6 - 1e           | Maegashira 1 Este 4 - 7              | 8 - 13 - 1e                                |
| 1936           | Maegashira 3 Este 9 - 2              | Sekiwake 1 Oeste 11 - 0              | 20 - 2                                     |
| 1937           | Ōzeki 1 Este 11 - 0                  | Ōzeki 1 Este 13 - 0                  | 24 - 0                                     |
| 1938           | Yokozuna 1 Oeste 13 - 0              | Yokozuna 1 Este 13 - 0               | 26 - 0                                     |
| 1939           | Yokozuna 1 Este 9 - 4                | Yokozuna 1 Este 15 - 0               | 24 - 4                                     |
| 1940           | Yokozuna 1 Este 14 - 1               | Yokozuna 1 Este 7 - 5 - 3            | 21 - 6 - 3                                 |
| 1941           | Yokozuna 1 Oeste 14 - 1              | Yokozuna 1 Oeste 13 - 2              | 27 - 3                                     |
| 1942           | Yokozuna 1 Este 14 - 1               | Yokozuna 1 Este 13 - 2               | 27 - 3                                     |
| 1943           | Yokozuna 1 Oeste 15 - 0              | Yokozuna 1 Este 15 - 0               | 30 - 0                                     |

1944
| Año (Honbasho) | Haru Basho (enero) (ciudad de Tokio) | Natsu Basho (mayo) (ciudad de Tokio) | Aki Basho (noviembre) (ciudad de Tokio) | Victorias / Derrotas / Ausencias / Empates |
| 1944           | Yokzouna 1 Oeste 11 - 4              | Yokozuna 2 Este 9 - 1                | Yokozuna 2 Este 4 - 3 - 3               | 24 - 8 - 3                                 |

1945
| Año (Honbasho) | Natsu Basho (junio) (ciudad de Tokio) | Aki Basho (noviembre) (ciudad de Tokio) | Victorias / Derrotas / Ausencias / Empates |
| 1945           | Yokozuna 2 Oeste 1 - 0 - 6            | Yokozuna 2 Oeste 0 - 0 - 10             | 1 - 0 - 16                                 |